# 和深駅
和深駅（わぶかえき）は、和歌山県東牟婁郡串本町和深にある、西日本旅客鉄道（JR西日本）紀勢本線（きのくに線）の駅である。

## 歴史
当駅は1940年8月、国鉄紀勢西線江住駅 - 串本駅間開通と共に開業した。その後1959年、今の紀勢本線が全通し亀山駅 - 和歌山駅（現・紀和駅）間が紀勢本線となったのを受けて国鉄紀勢本線の駅となり、さらに国鉄分割民営化を経て現在に至っている。

### 年表
- 1940年（昭和15年）8月8日：国鉄紀勢西線の駅として開業[1][2]。
- 1959年（昭和34年）7月15日：路線改称により紀勢本線の駅となる[1]。
- 1971年（昭和46年）7月1日：貨物取扱を廃止[2]。
- 1984年（昭和59年）2月1日：荷物扱い廃止[2]。
- 1985年（昭和60年）3月14日：無人駅化[3][4]。
- 1987年（昭和62年）4月1日：国鉄分割民営化に伴い、西日本旅客鉄道（JR西日本）の駅となる[1][2]。
- 2020年（令和2年）6月1日：駅舎老朽化に伴い、建て替えられ新駅舎となる。
- 2021年（令和3年）3月13日：ICカード「ICOCA」の利用が可能となる[5]。

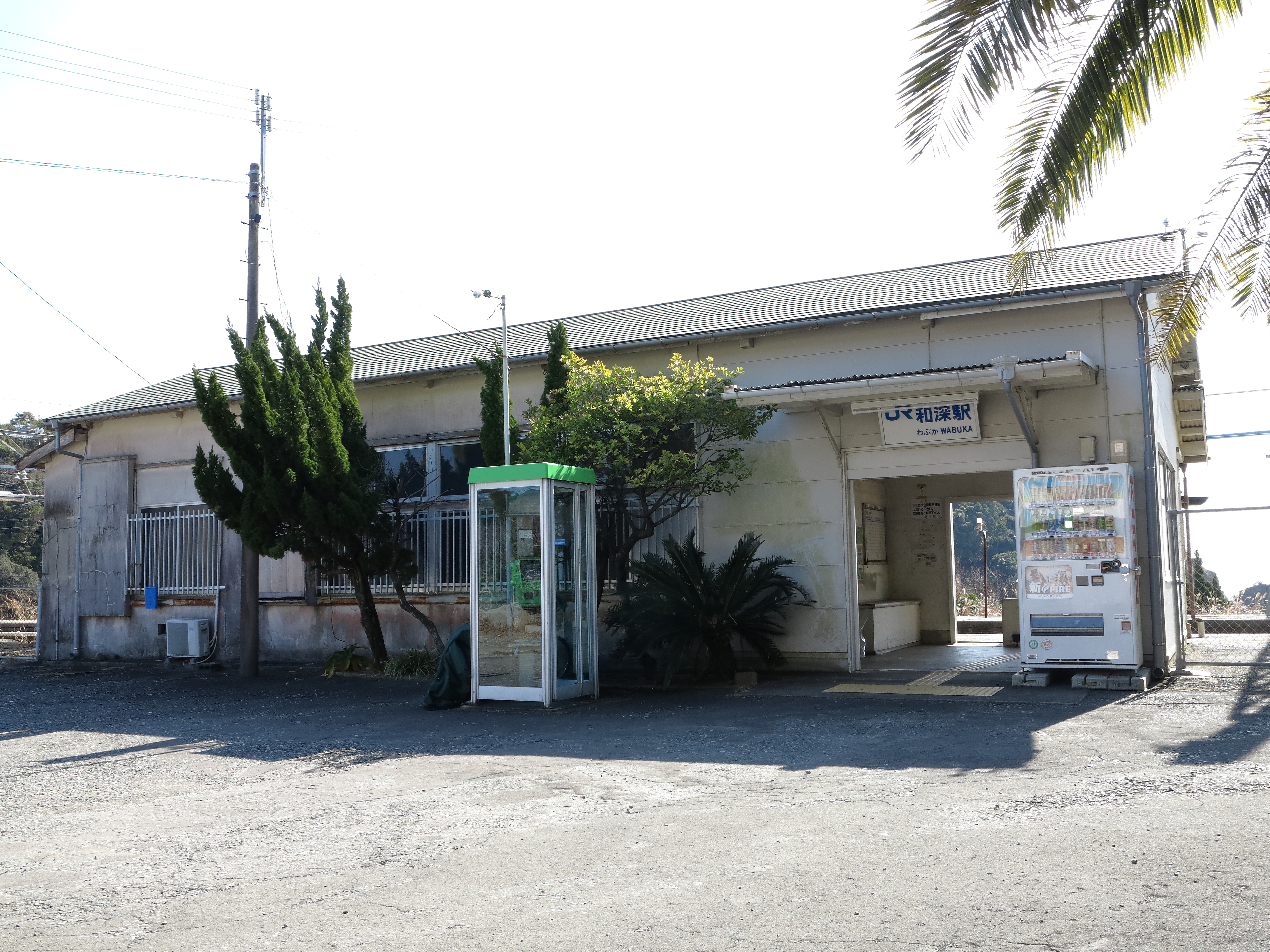
旧駅舎（2013年1月）
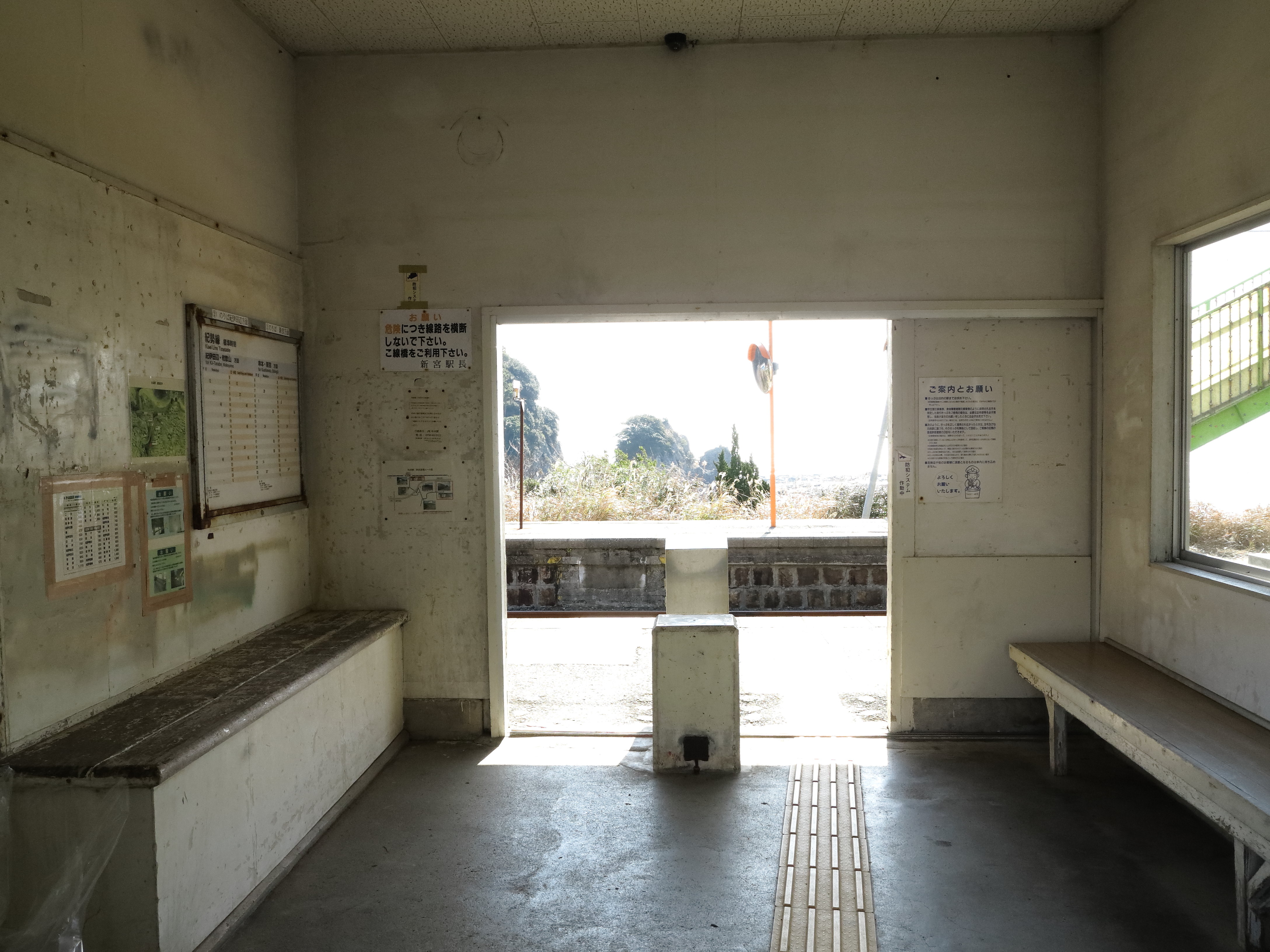
旧改札口（2013年1月）

## 駅構造
元々は単式ホーム・島式ホーム混合2面3線を持ち、山側の単式ホームに接して駅舎のある地上駅。側線もあるが敷地が狭く、ホームも非常に狭い。跨線橋によりホーム間を連絡していたが、後述のように撤去されている。のりばは駅舎側から1番線（単式）、2番線・3番線（島式）で、1番のりばの駅舎脇、田子方には貨物ホームがあり、線路もそのままである。ただし、ホームから一番遠い3番のりばは2011年12月現在、線路が取り外されたため、事実上相対式2面2線の構成となっている。
古くからの木造駅舎があったが、2020年夏にコンクリート作りの簡易な構造の駅舎に改築された。新宮駅管理の無人駅である。自動券売機や乗車駅証明書発行機の設置はない。2021年3月13日よりICOCAが利用可能になっている。トイレは、駅舎横に設置されている。
2016年5月現在、1番線と2番線を渡る跨線橋は老朽化のため撤去されている。その為、駅舎側ホームからは2番線に渡れない。2番線に渡るには駅舎前の坂道を下り、線路下のトンネルをくぐって、2番線側に新設された階段を上る必要がある（駅舎内やトンネル山側入口にもその旨の案内板が設置されている）。

### のりば
| のりば | 路線       | 行先                 |
| ------ | ---------- | -------------------- |
| 1      | きのくに線 | 串本・新宮方面       |
| 2      | きのくに線 | 紀伊田辺・和歌山方面 |

上表の路線名は旅客案内上の名称（愛称）で表記している。1番のりばは上り本線、2番のりばは下り本線。かつて存在した3番のりばは上下線双方向の入線・発車が可能であった。

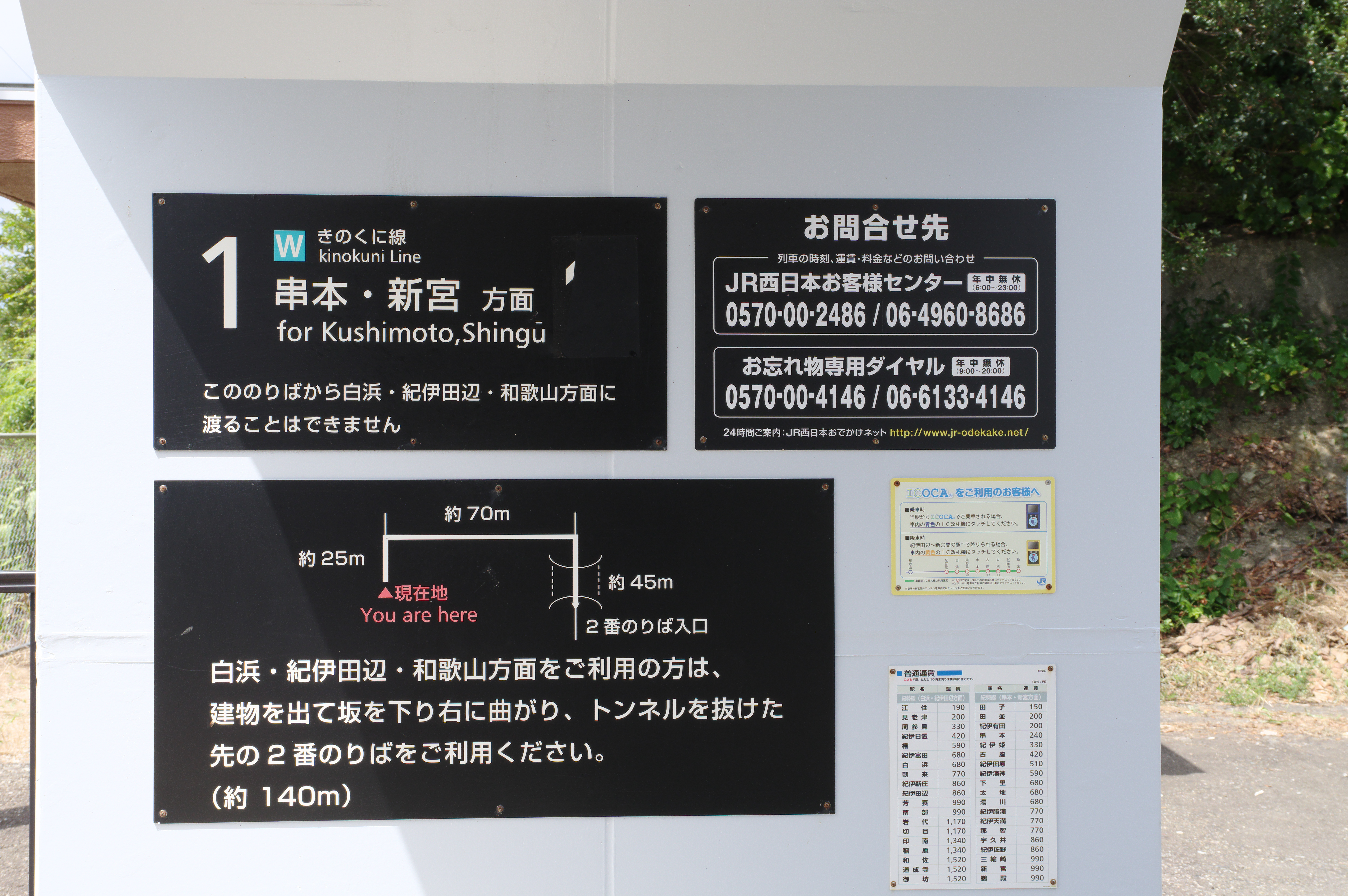
駅舎内の案内板（2023年8月）
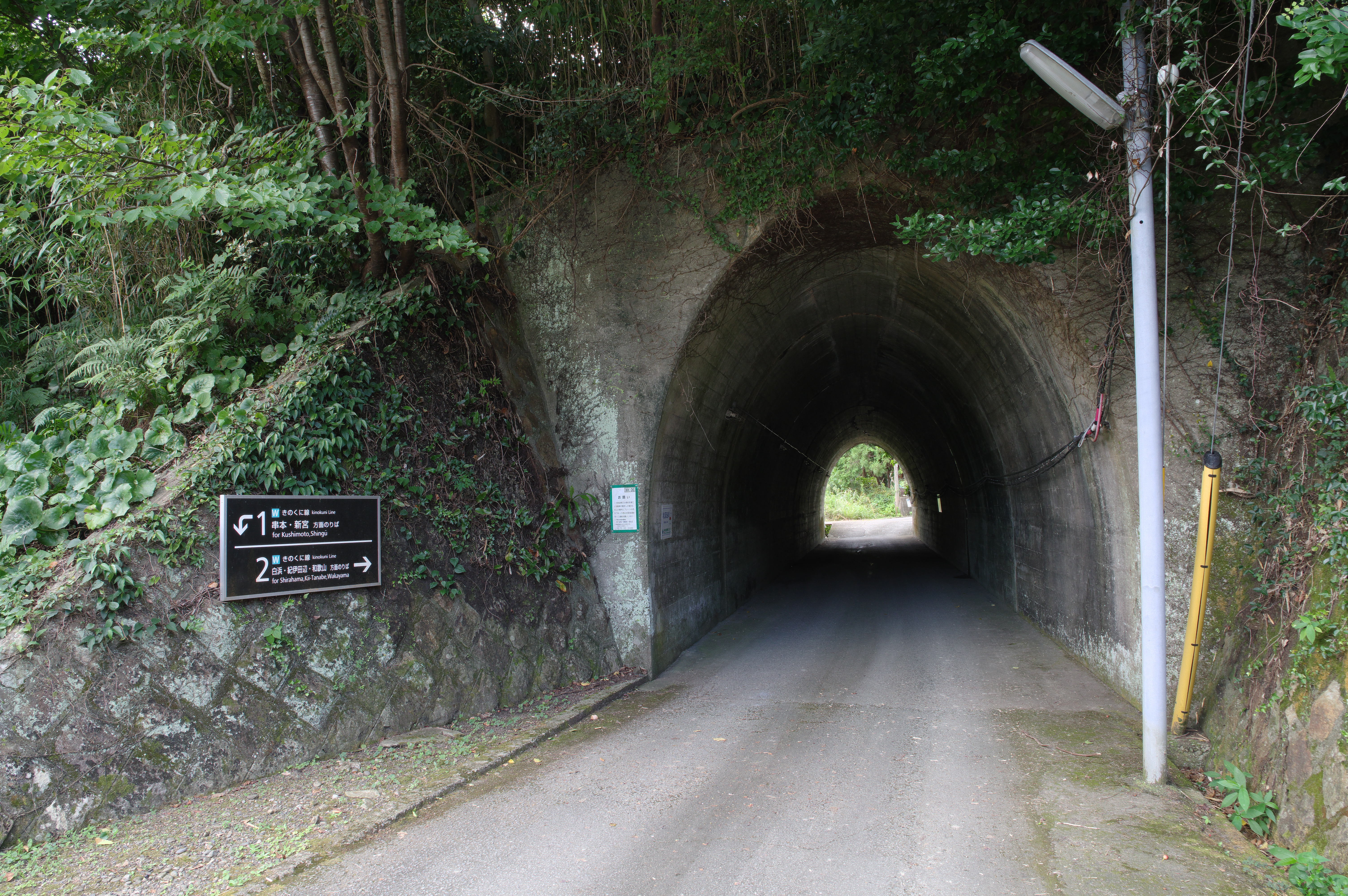
線路下のトンネル（2023年8月）
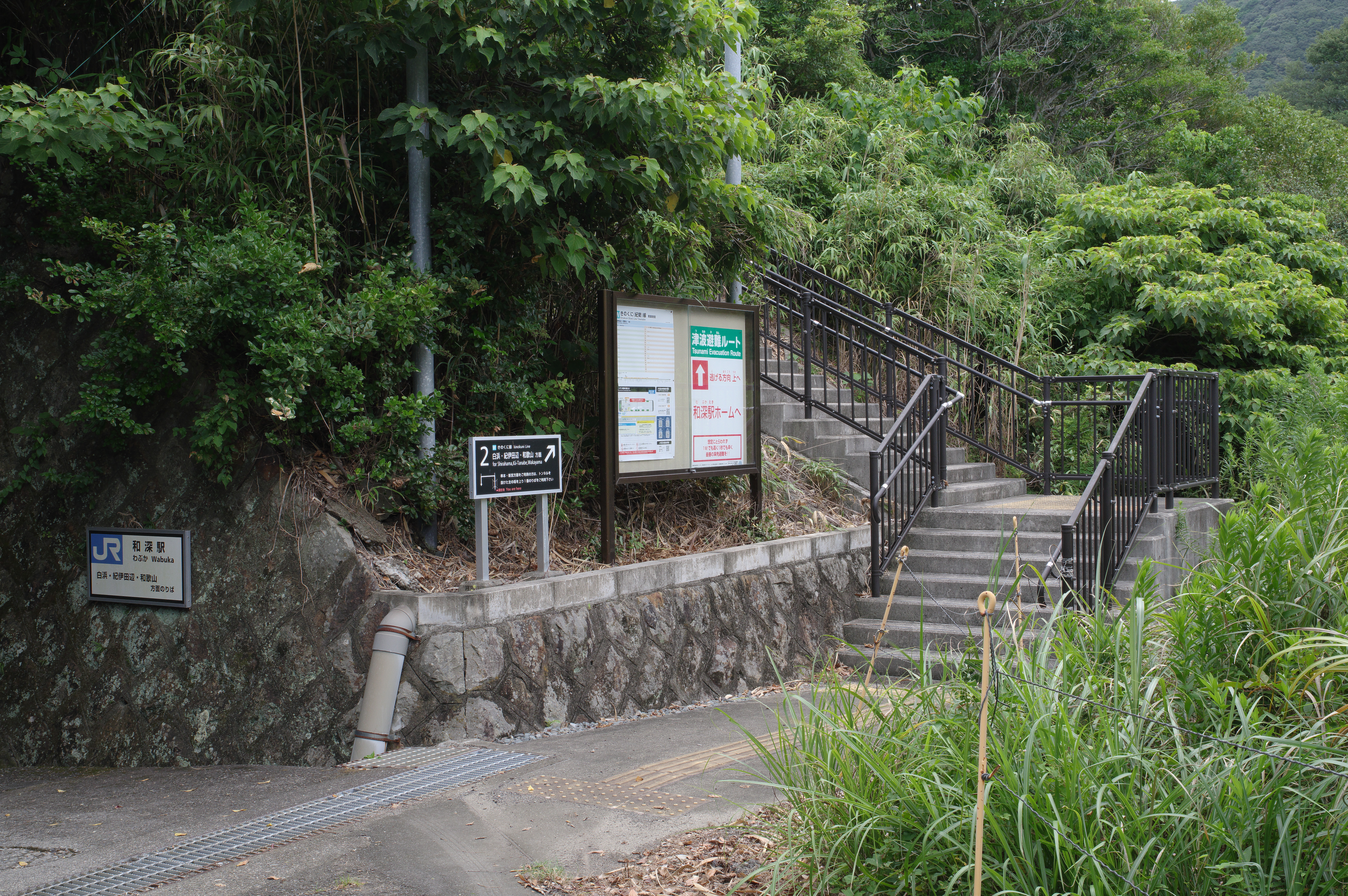
2番線側に新設された階段（2023年8月）
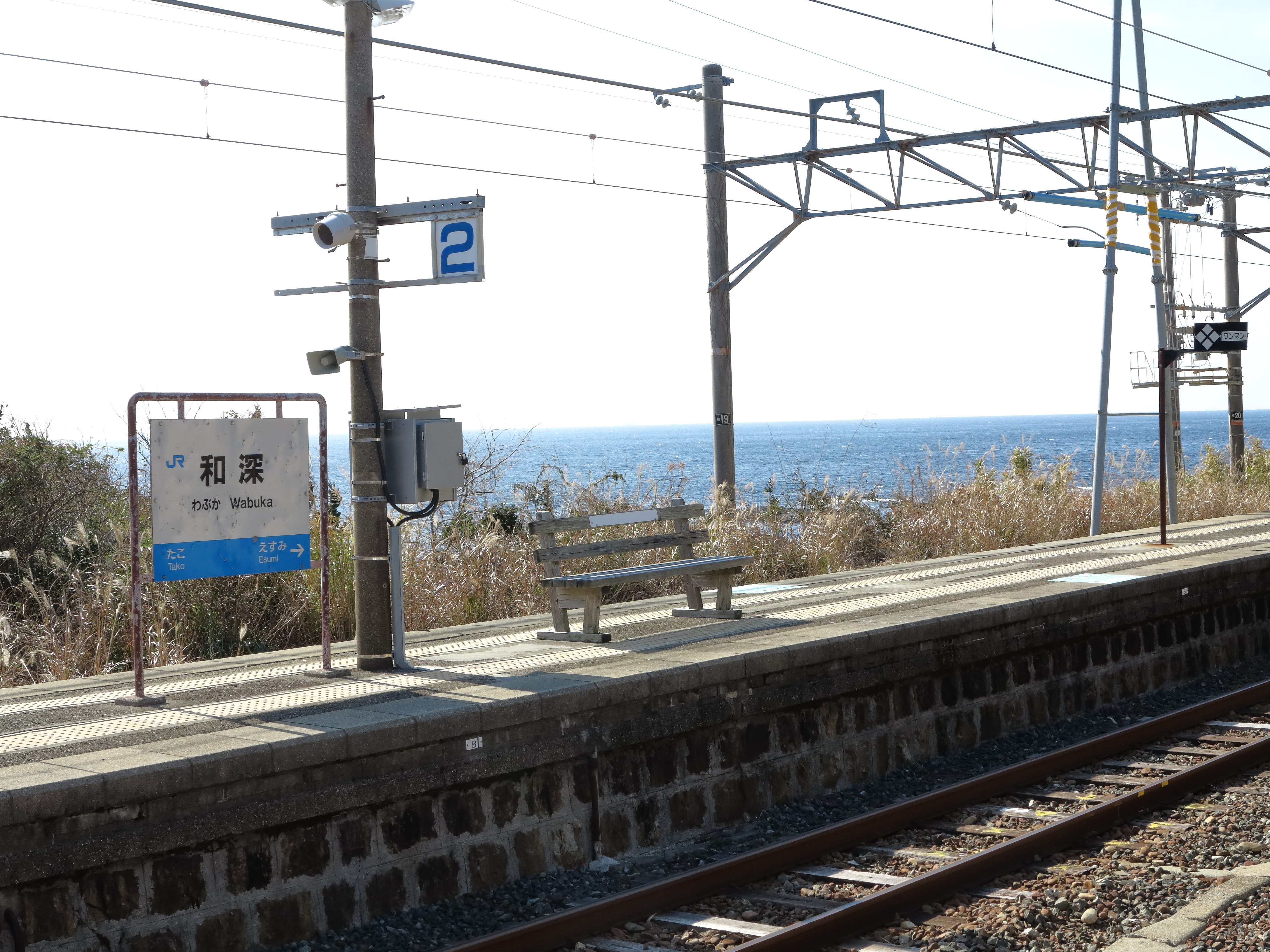
ホーム（2013年1月）

## 利用状況
近年の1日平均乗車人員は以下の通り。
| 年度   | 1日平均 乗車人員 |
| ------ | ---------------- |
| 1998年 | 66               |
| 1999年 | 62               |
| 2000年 | 46               |
| 2001年 | 37               |
| 2002年 | 28               |
| 2003年 | 19               |
| 2004年 | 17               |
| 2005年 | 25               |
| 2006年 | 25               |
| 2007年 | 23               |
| 2008年 | 19               |
| 2009年 | 21               |
| 2010年 | 13               |
| 2011年 | 11               |
| 2012年 | 13               |
| 2013年 | 23               |
| 2014年 | 26               |
| 2015年 | 20               |
| 2016年 | 16               |
| 2017年 | 17               |
| 2018年 | 16               |
| 2019年 | 15               |
| 2020年 | 13               |
| 2021年 | 10               |
| 2022年 | 9                |

## 駅周辺
駅周辺の海岸はリアス式海岸で、駅近辺では海際まで山が迫っている。山と海に挟まれた和深川河口付近の僅かな平地に漁港の集落があり、集落の外れに位置する駅である。国道42号からは和深の交差点を海側へ折れ、集落内を通過して駅へ至る。
熊野枯木灘海岸県立公園に属し、海岸附近一帯は枯木灘と呼ばれる景勝地である。この駅は集落よりも高い場所に位置し、駅前の坂道を下った所が集落であり、駐在所や郵便局などがある。海岸沿いにある駅ではないが、高い位置にあるためホームからは海が見える。
- 串本町役場和深連絡所
- 串本警察署和深駐在所
- 和深郵便局
- 和深川
- 国道42号
- 串本町コミュニティバス「和深駅」停留所 - 和深線

## 隣の駅
西日本旅客鉄道（JR西日本）
 きのくに線（紀勢本線）
田子駅 - 和深駅 - 江住駅